# Kuragino
Kuragino (oroszul: Курагино) városi jellegű település Oroszország ázsiai részén, a Krasznojarszki határterületen, a Kuraginói járás székhelye.
Népessége: 13 743 fő (a 2010. évi népszámláláskor).

## Elhelyezkedése
Krasznojarszktól délre, a Minuszinszki-medencében, a Tuba (a Jenyiszej jobb oldali mellékfolyója) jobb partján helyezkedik el. Minuszinszktól 70 km-re északkeletre fekszik, az Abakan–Tajset vasútvonal mellett, az azonos nevű vasútállomástól 3 km-re.

## Története
A Tuba és mellékfolyói vidéke a 18. század előtt, 1709-ig a jenyiszeji kirgizek egyik fejedelemségének (Tubai fejedelemség?) területe volt. A 18. században keletkeztek az oroszok – kozákok és száműzöttek – első kisebb települései. A Tuba vidékén a 19. század elejére több mint 60 orosz település alakult.
Kuragino állítólag korábban, már 1626-ban keletkezett. A 19. században száműzöttek lakhelye volt: 1836-tól dekabrista tisztek, az 1840-es években lengyel felkelők, a század végén szociáldemokrata értelmiségiek töltötték itt száműzetésüket. A közeli Olhovka folyó mentén több aranymosó telep létesült (a szovjet korszakban már ipari méretekben bányásztak aranyat), a folyókon vízimalmok működtek, Kuraginóban pedig 1900-ban gőzmalom is épült. 
1924-ben Kuragino járási székhely lett. 1925-ben megnyílt a Abakan–Acsinszk, majd negyven évvel később a Kuraginót is érintő Abakan–Tajset vasútvonal. A település vasúti csomóponttá válhat, ha megvalósul a Kuraginóból dél felé kiinduló tervezett vasútvonal, amely Kizilt és Tuva nagy szénlelőhelyeit kapcsolja majd be az ország vérkeringésébe.
A járás a Krasznojarszki határterület egyik legjelentősebb gabonatermesztő körzete. A gazdaság fontos ágazata a járás területén Artyomovszk körzetének aranybányászata.